# Episodi de L'undicesima ora (prima stagione)
La prima stagione della serie televisiva L'undicesima ora è stata trasmessa in Canada dal 26 novembre 2002 al 9 maggio 2003 su CTV.
In Italia la stagione è andata in onda dal 5 settembre 2005 su Fox Life.
| nº | Titolo originale         | Titolo italiano      | Prima TV Canada  | Prima TV Italia  |
| -- | ------------------------ | -------------------- | ---------------- | ---------------- |
| 1  | Mad as Hatters           | Matti come cappellai | 26 novembre 2002 | 5 settembre 2005 |
| 2  | I'm Mad as Hell          |                      | 3 dicembre 2002  |                  |
| 3  | The Source               |                      | 10 dicembre 2002 |                  |
| 4  | A Low, Dishonest Decade  |                      | 17 dicembre 2002 |                  |
| 5  | Tree Hugger              |                      | 31 dicembre 2002 |                  |
| 6  | A Modern Mata Hari       |                      | 7 gennaio 2003   |                  |
| 7  | Not Without My Reefer    |                      | 14 gennaio 2003  |                  |
| 8  | The 37-Year Itch         |                      | 21 gennaio 2003  |                  |
| 9  | Don't Have a Cow         |                      | 28 gennaio 2003  |                  |
| 10 | Shelter                  |                      | 18 aprile 2003   |                  |
| 11 | Cell Phone Slaves        |                      | 25 aprile 2003   |                  |
| 12 | The Rash Troops of Error |                      | 2 maggio 2003    |                  |
| 13 | Hall of Mirrors          |                      | 9 maggio 2003    |                  |

## Matti come cappellai
- Titolo originale: Mad as Hutters
- Diretto da: David Wellington
- Scritto da: Semi Chellas

### Trama
- Altri interpreti: Suleka Mathew, Matt Gordon, Joe Pingue, Maggie Huculak, Jonas Chernick, Yanna McIntosh, Charles Officer, Patrick Chilvers, Dylan Bierk, David Boyce, Leanna Brodie, Janet Burke, Balazs Koos, Sylvia Lennick, Jonathon Purdon, Bruce Vavrina, Meredith Vuchnich, Robin Ward